# Roger Beck
Roger Beck (Schaan, 3 agosto 1983) è un ex calciatore liechtensteinese, di ruolo attaccante.

## Carriera

### Nazionale
Ha collezionato 43 presenze con la propria nazionale.